# Hypographa phlegetonaria
Hypographa phlegetonaria là một loài bướm đêm thuộc họ Geometridae được Achille Guenée mô tả lần đầu tiên vào năm 1857. Nó được tìm thấy ở Úc, bao gồm cả Tasmania.

## Hình ảnh

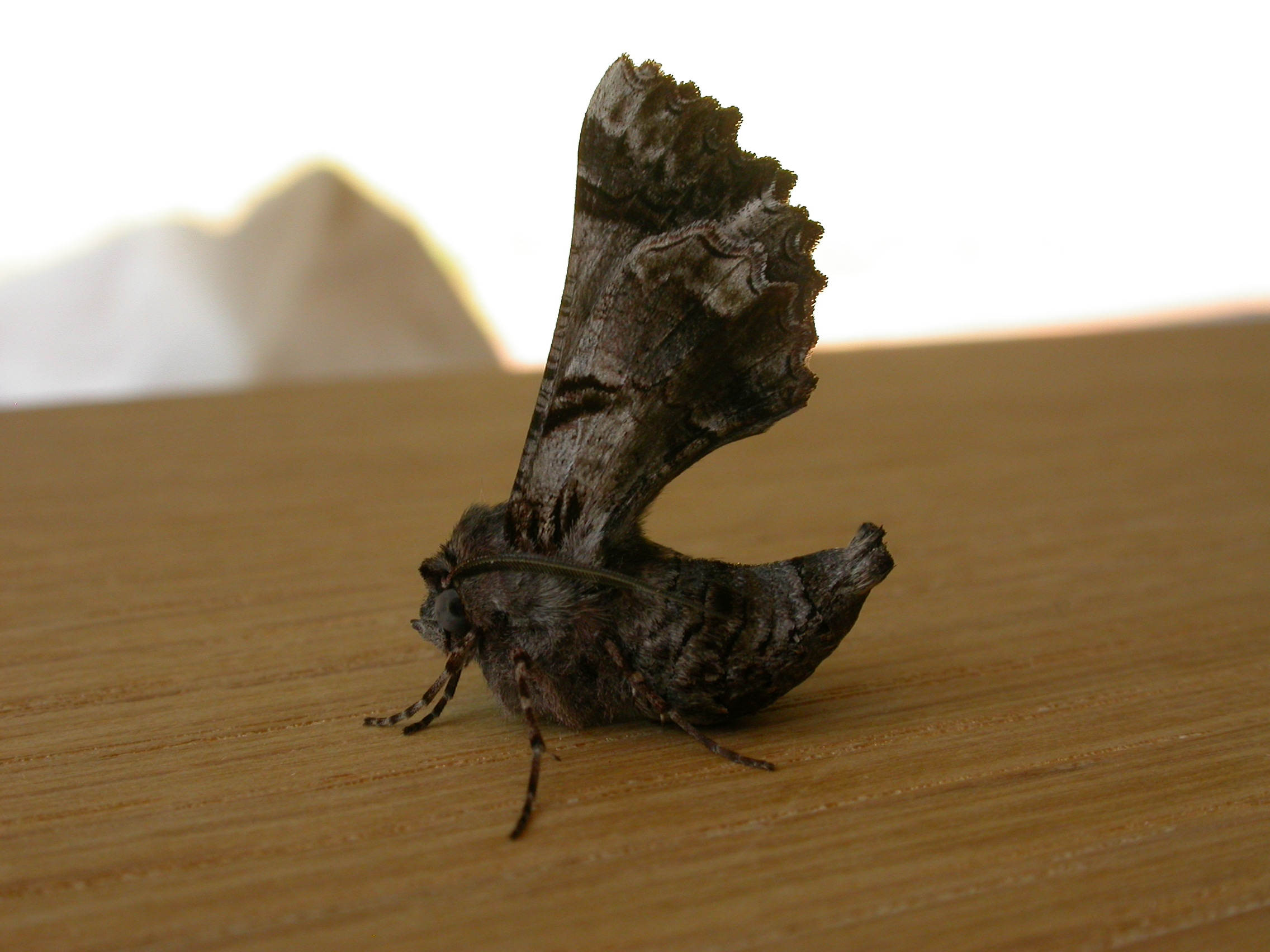
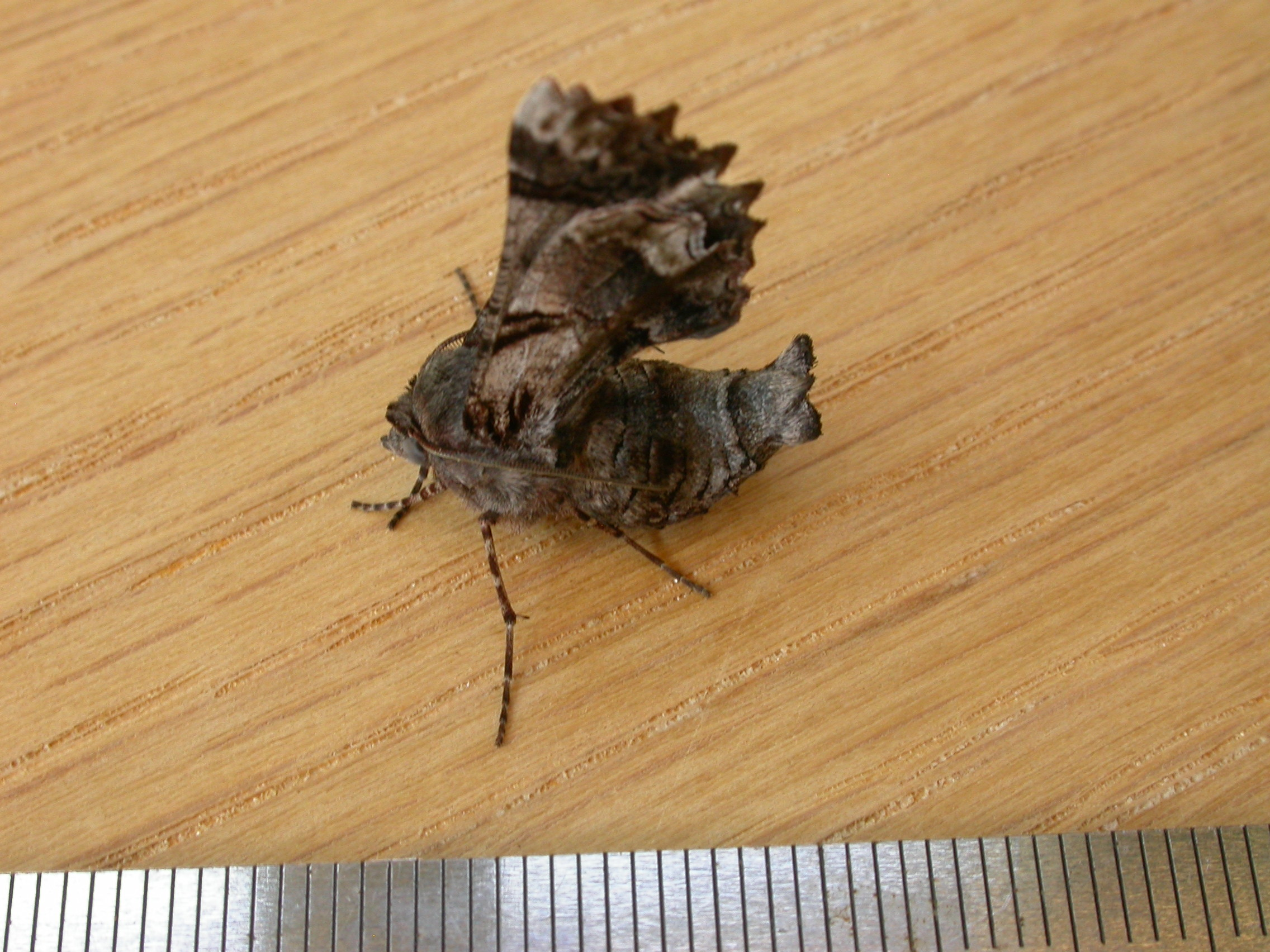
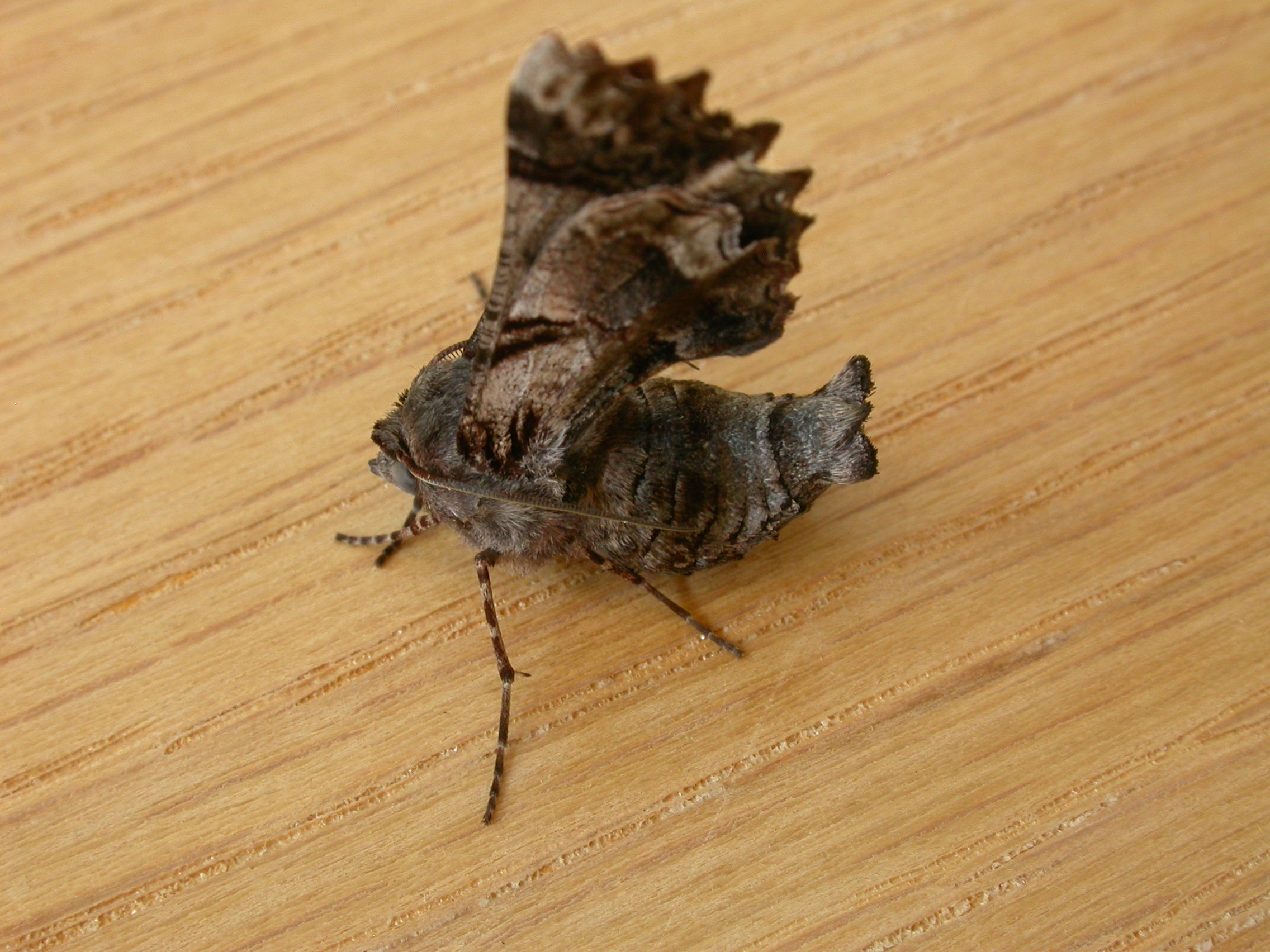